# Umbriska skolan
Umbriska skolan var en italiensk målarskola under 1400- och 1500-talen med sitt centrum i Perugia.
Känslan för den stilla, stundom svårmodiga existensen och för det stämningsfullt monumentala är utmärkande drag i det umbriska måleriet. Det påverkade tidvis också starkt konsten i andra landskap, t. o. m. den dominerande florentinska skolan.
Till de stora umbriska mästarna hör bl.a. Luca di Signorelli, Pieor della Francesca, Perugino, Pinturicchio, Rafael och Fiorenzo di Lorenzo.